# لونشان (شرکت)
لونشان (فرانسوی: Longchamp‎ [lɔ̃ʃɑ̃]) شرکت کالای لوکس و طراحی مد فرانسوی است، که در زمینه تولید و توزیع محصولات چرمی، کفش، کیف دستی، چمدان و انواع پوشاک آماده فعالیت می‌نماید.
شرکت لونشان در سال ۱۹۴۸ توسط ژان کاسگرین تأسیس شد و امروزه با در اختیار داشتن شبکه‌ای از ۱۵۰۰ شعبه بوتیک در کشورهای مختلف، همچنان مالکیت آن در اختیار خانواده کاسگرین می‌باشد. دفتر مرکزی لونشان در شهر پاریس قرار دارد.